# NGC 1354
NGC 1354 é uma galáxia {{{typ}}} localizada na direcção da constelação de Eridanus. Possui uma declinação de -15° 13' 15" e uma ascensão recta de 3 horas, 32 minutos e 29,2 segundos.
A galáxia NGC 1354 foi descoberta em 30 de Dezembro de 1785 por William Herschel.